# Monobloc
De Monobloc (Nederlands: één blok) is een lichtgewicht stapelbare stoel die gevormd wordt uit één stuk kunststof. De stoel is meestal wit van kleur en wordt gemaakt van polypropyleen. Verder wordt de stoel geproduceerd door middel van spuitgieten voor ongeveer 3 dollar per stuk. De Monobloc staat bekend als het meest gebruikte meubelstuk ter wereld.

## Geschiedenis
De oorsprong van het ontwerp wordt teruggeleid naar een ontwerp van D.C. Simpson uit 1946. In de loop der tijd zijn er verschillende varianten gemaakt op het ontwerp. De eerste in massaproductie vervaardigde modellen waren de Panton Chair (1958-1968), ontworpen door de Deense ontwerper Verner Panton, en de Bofinger Chair (1964-1968) van de Duitse architect Helmut Bätzner. De laatste versie wordt toegerekend aan Joe Colombo en Vico Magistretti. Colombo maakte een ontwerp met verwisselbare poten, zodat de stoel in hoogte veranderd kon worden, Magistretti paste dit ontwerp in 1967 zo aan dat de stoel één geheel werd. Dit ontwerp werd de Selene (1961-1968). Deze ontwerpen hadden echter geen armleuningen.
In 1972 gebruikte Henry Massonnet deze voorgangers voor zijn ontwerp genaamd Fauteuil 300. Dit ontwerp wordt beschouwd als het archetype van de goedkope plastic stoel. Er is echter nooit een patent op het ontwerp van de Monobloc aangevraagd. Vanaf de jaren tachtig brachten steeds meer bedrijven vergelijkbare modellen op de markt, waaronder in 1983 de Grosfillex Group.